# Charakterystyka postaci
Charakterystyka postaci – opis bądź przedstawienie postaci literackiej występującej w dziele literackim mające na celu prezentację tej osoby i analizę jej postępowania. Jak sama nazwa wskazuje opisujemy również charakter postaci oraz to, co lubi i czego nie lubi robić, a także jej nawyki, przyzwyczajenia. 
Wyróżniane są dwa główne rodzaje charakterystyk: 
- charakterystyka zewnętrzna (prozografia) – obejmuje prezentację cech zewnętrznych postaci,
- charakterystyka wewnętrzna (etopeja) – przedstawia życie wewnętrzne, światopogląd i postawę moralną postaci literackiej; analizuje zachowania postaci z uwzględnieniem jej stanu psychicznego.

Charakterystykę postaci można podzielić również ze względu na formę jej realizacji:
- charakterystyka bezpośrednia jest formułowana wprost przez podmiot literacki (np. narratora), np. "Marta nie była osobą gadatliwą..."
- charakterystyka pośrednia jest zawarta w słowach i myślach samej postaci lub opiniach innych bohaterów, na podstawie której czytelnik sam może wydać swoją opinię. Np."Mary! Bardzo cię lubię za to, jak się zmieniłaś!"